# Wallraf-Richartz-Museum

Wallraf-Richartz-Museum

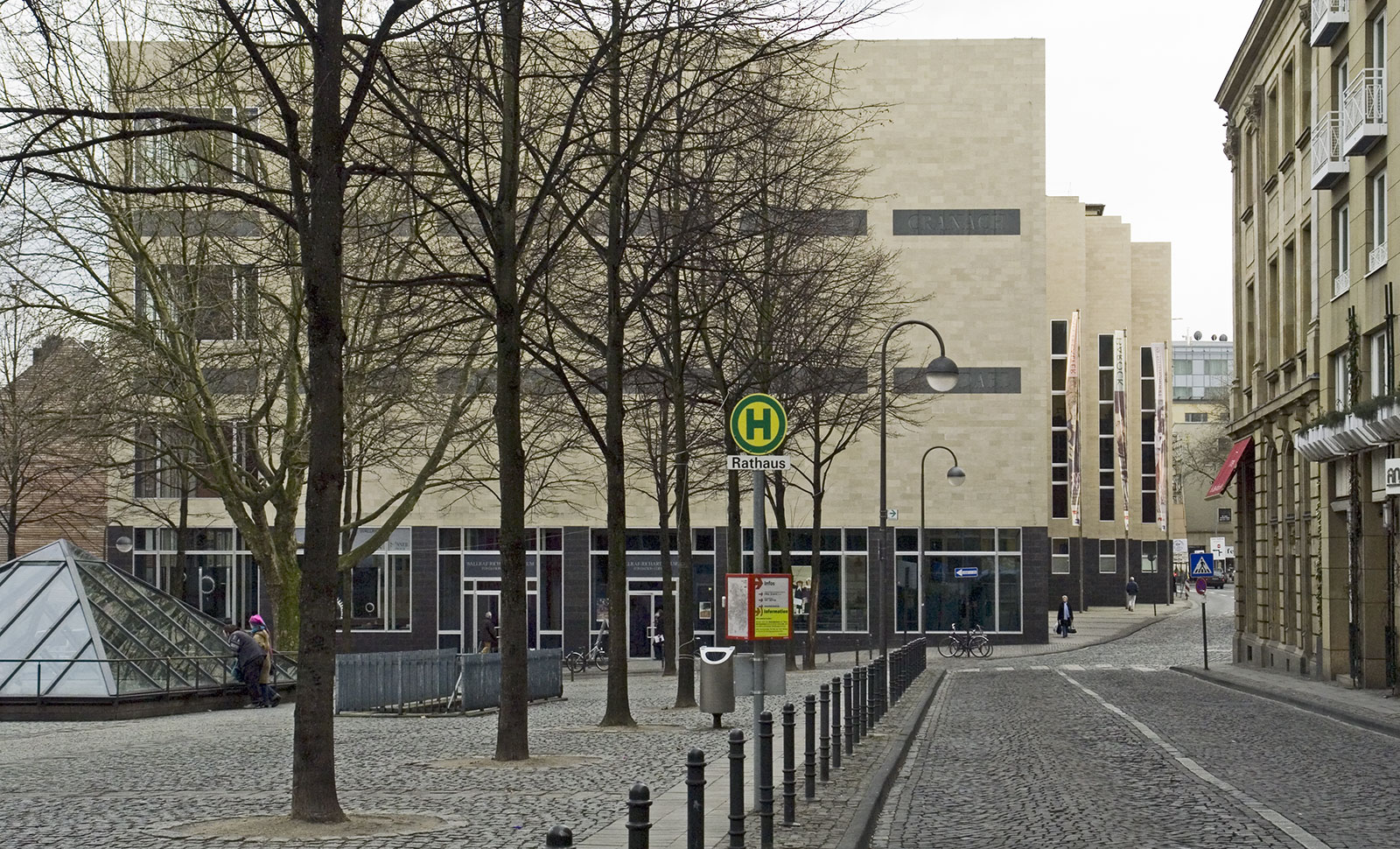
Het Wallraf-Richartz-Museum in Keulen

Het Wallraf-Richartz-Museum (officieel Wallraf-Richartz-Museum & Fondation Corboud) in Keulen is een van de grote kunstmusea in Duitsland. Het Keulse Museum Ludwig herbergt de kunst van de 20e eeuw, terwijl het Wallraf-Richartz op 3500 m² een representatief overzicht biedt van de Europese beeldende kunst van de 13e tot het begin van de 20e eeuw. 

## Ontstaansgeschiedenis
De basis voor het museum werd gelegd toen de Keulse geleerde Ferdinand Franz Wallraf (1748-1824) zijn bonte kunstverzameling schilderijen, kunstvoorwerpen en rariteiten aan de stad Keulen naliet. Met dank aan een grote schenking van de Keulse koopman Johann Heinrich Richartz (1795-1861) kon in 1861 een speciaal museumgebouw geopend worden, dat in 1942 tijdens de Tweede Wereldoorlog werd verwoest. Het huidige gebouw vlak bij de Dom van Keulen werd ontworpen door Oswald Mathias Ungers en geopend in 2001. In dat jaar ontving het museum van de Zwitserse verzamelaar Gérard Corboud een grote verzameling impressionistische werken in langdurig bruikleen. 

## Collectie

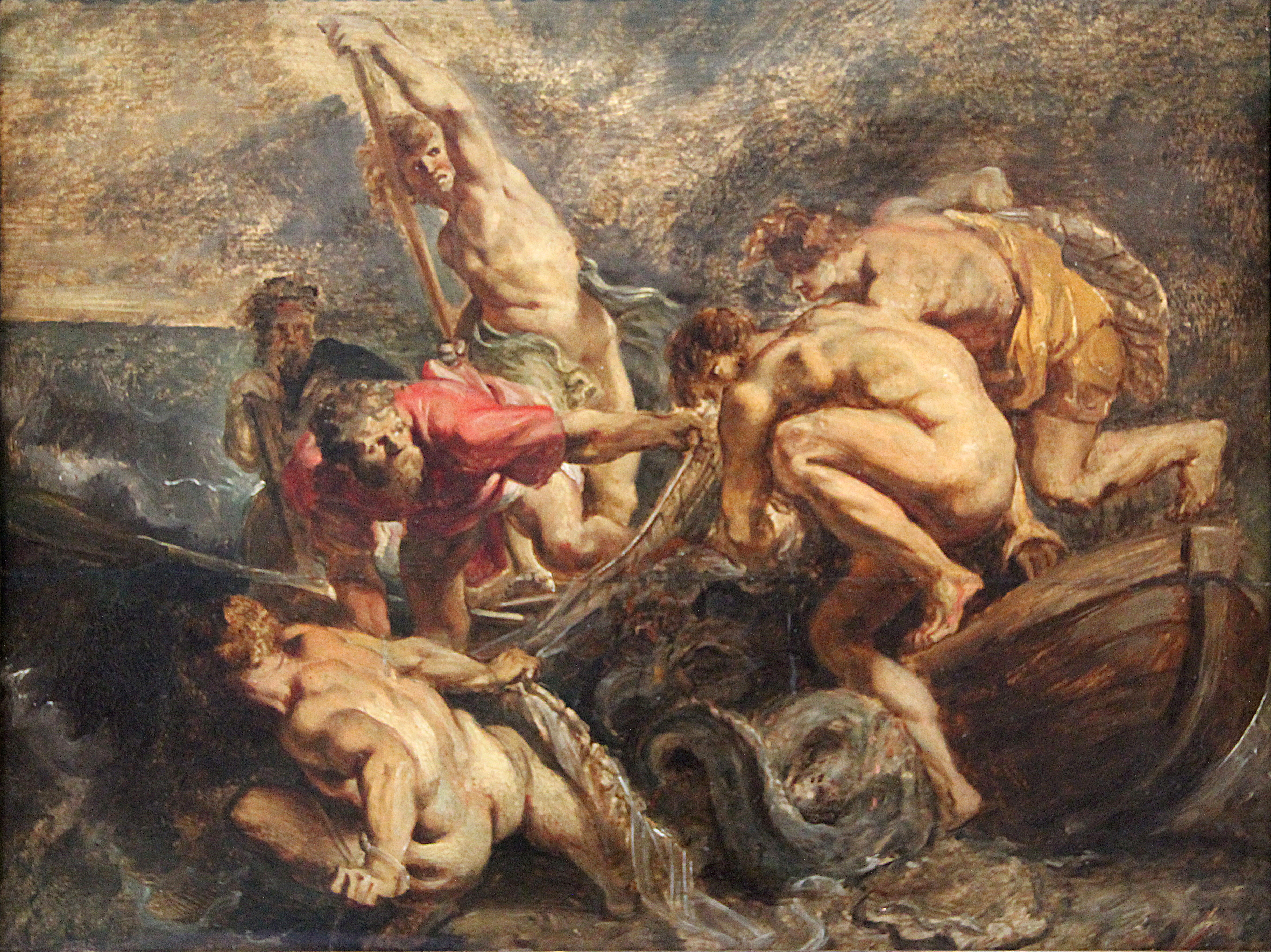
De wonderbaarlijke vangst van Peter Paul Rubens.

De collectie omvat een omvangrijke verzameling middeleeuwse Keulen-gebonden beeldende kunst waaronder een verwijzing naar de legende van de heilige Ursula en de 11000 maagden. Een hoogtepunt vormt de „Muttergottes in der Rosenlaube“ van Stefan Lochner.
Op de tweede verdieping komen de grote meesters Peter Paul Rubens en Rembrandt van Rijn tot hun recht. Beide kunstenaars mogen gerust in hun tijd, om met huidige begrippen te omschrijven, als topmodern gekarakteriseerd worden.
De presentatie van de 19e-eeuwse kunst is recent (2008) volledig vernieuwd. Een aangepaste verlichting, harmoniserend kleurgebruik, een moderne didactiek en de weldoordachte chronologisch/thematische ordening passen prima bij de werken van Paul Cézanne, Gauguin, James Ensor, Vincent van Gogh en Edvard Munch.

## Belangrijke werken uit de collectie

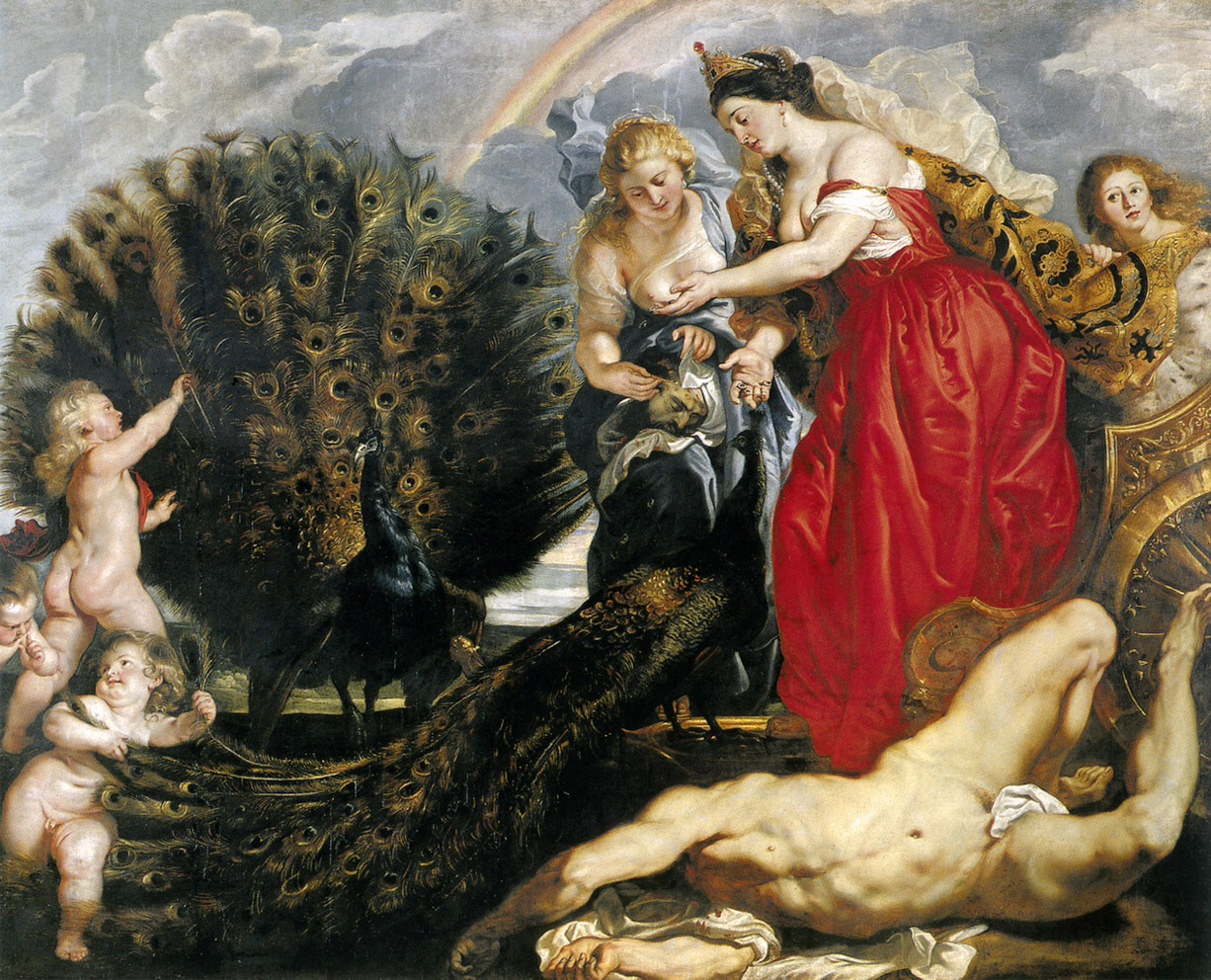
Juno en Argus (Juno plaatst de ogen van Argus in de staart van de pauw), Pieter Paul Rubens

- Hans von Aachen, „Auferweckung des Lazarus“, Olieverf op hout, 1598
- Andreas Achenbach, „Gebirgslandschaft“, Olieverf op doek, 1866
- Oswald Achenbach, „Saltorellotanz mit Blick auf Castel Gandolfo“, Olieverf op doek, rond 1880
- Eduard Bendemann, „Die Trauernden Juden im Exil“, Olieverf op doek
- François Boucher, „Liegendes Mädchen“ (Louise O'Murphy), Olieverf op doek
- Lucas Cranach de Oude, „Maria Magdalena“, Olieverf op hout
- Lucas Cranach de Oude, „Maria met Kind“, Olieverf op hout
- Lucas Cranach de Jongere, „Gesetz und Gnade“ (Zondeval en verlossing), Olieverf op hout
- Jacob Jordaens, De geketende Prometheus rond 1640, Olieverf op doek
- Max Klinger, „Die blaue Stunde“, Olieverf op doek
- Max Klinger, „Kopf der neuen Salome“, beschilderd gips
- Stefan Lochner, „Het Laatste Oordeel“, Olieverf op hout
- Stefan Lochner, „Muttergottes in der Rosenlaube“, Olieverf op hout
- Pierre Mignard, Portret Everhard Jabach IV, Olieverf op doek
- Peter Paul Rubens, „De wonderbaarlijke vangst“,  Olieverf op hout, 1610
- Peter Paul Rubens, „Juno en Argus“, rond 1610, Olieverf op doek
- Peter Paul Rubens, „Heilige Familie met Johannesknapen“, Olieverf op doek
- Marianne Stokes, „Melisande“, Olieverf op doek
- Franz von Stuck, „De Zonde“, Olieverf op doek